# 法裔加拿大人
法裔加拿大人（法語：Canadien français，加拿大英語及法語也使用）一般指十七和十八世纪到达新法兰西的法国殖民者的后代。现今，法裔加拿大人构成加拿大讲法语的人口的主要部分。廣義上指母語為法語的加拿大人，包括在加拿大的二代三代等以法語為母語的華裔加拿大人。
講法語的加拿大人遍布加拿大各地。600萬人口集中在魁北克省，構成了主要的語言群體，另外一百萬人口分散在全國其他地方，如新不伦瑞克省。大約31％的加拿大公民講法語，而大約25％的加拿大裔是法裔。並非所有的法語人口都具有法國血統，尤其是在今天的魁北克，也不是所有具有法國祖先的人都專門或主要使用該語言。
加拿大法語文學和文化是加拿大文化的一部分。

## 外部連結
- Multicultural Canada website includes seven full-text searchable French Canadian newspapers from Ontario and Quebec